# Pica-pau-de-dorso-castanho
Pica-pau-de-dorso-castanho ou pica-pau-de-costas-pardas (Dendropicos obsoletus) é uma espécie de ave piciforme da família Picidae. Ocorre ao longo de uma faixa de savana na África subsariana, desde o Senegal a oeste, até à Etiópia, o Quénia e a Tanzânia a leste.